# 아침부터 자정까지
아침부터 자정까지(Von morgens bis mitternachts)는 독일의 극작가 게오르크 카이저가 1912년 쓴 표현주의 희곡이다. 인간의 개혁과 변화에 관한 카이저 최초의 실험극이다. 가장 많이 공연된 표현주의 드라마들 중 하나로 카이저 희곡의 백미로 꼽힌다. 이 드라마는 표현주의의 새로운 인간의 징후가 될 훌륭한 생에 대한 동경뿐 아니라 인간 영혼의 각성을 주제로 하고 있다.
출판이 금지된 적이 있는데 그 이유는 명확치 않으며 이후 1917년 오스트리아의 막스 라인하르트가 제작했다.

## 내용
1916년에 출판되어 1917년에 뮌헨에서 초연된 ＜아침부터 자정까지＞는 1920년대에 이미 독일의 국경을 넘어 유럽 각지에서 번역·공연되어 성공을 거두었다. 1919년에 처음으로 영어로 번역되어 이듬해 런던에서 초연되었고, 불어로는 1921년에 최초로 번역이 되어 출판되었다. 폴란드어로는 1924년에 번역되어 같은 해에 바르샤바 극장에서 공연되었으며, 1928년에는 네덜란드어로도 번역되어 암스테르담에서 초연되었다. 독일 내에서도 초연 이후 현재까지 꾸준히 공연되며 비평가들의 찬사와 관객의 사랑을 받고 있다.
드라마의 주인공인 은행원은 매일같이 반복되는 틀에 박힌, 단조로운 일로 인해 자의식이나 자기의 감정을 상실한 채 현대 산업사회의 질곡 속에서 소외된 삶을 살아가고 있다. 그러던 어느 날, 뜻밖에 이탈리아 피렌체 출신의 아름다운 부인이 이 시골 은행을 방문한다. 은행의 좁은 공간을 가득 채운 향수 냄새, 화려한 옷차림, 그리고 손과 손이 맞닿는 직접적인 신체 접촉은 불시에 단조로운 소시민적 존재를 떨쳐 버리고자 하는 은행원의 내면의 변화를 가져온다. 그러나 은행원의 각성은 너무나 즉흥적이고 불가사의한 현상으로 심오한 정신적 변화 및 발전 과정이 결여되어 있다.
이제 그는 건설 조합이 예치한 6만 마르크를 횡령해 은행을 떠난다. 무기력하고 정체된, 기계와 같은 삶에서 벗어나 소망하는 새로운 인생을 찾아 출발하는 것이다. 무기력하고 정체된, 기계와 같은 삶에서 벗어나 새로운 인생을 찾아 출발하는 것이다. 이러한 출발이 은행원에게는 소외되고 경직된 소시민적 생활 영역에서 활력이 넘치고 생의 의미가 충만한 보다 큰 세계의 광활한 영역으로 향하는 일종의 모험 내지 탐험으로 여겨진다. 그러나 디오니소스적 삶을 살고자 했던 은행원의 시도는 모두 실패로 돌아가고 만다. 결말 장면은 헛되이 참다운 생을 찾으려 시도했던 소시민의 깊은 체념과 절망감, 황금만능주의에 사로잡힌 동시대 사회에 대한 예리한 부정적 비판, 인간관계의 물질화에 대한 경고로 이해될 수 있다.